# Herb województwa katowickiego

Herb województwa katowickiego

Herb województwa katowickiego został ustanowiony Rozporządzeniem Nr 82/97 Wojewody Katowickiego z dnia 22 kwietnia 1997 r. w sprawie ustanowienia herbu województwa katowickiego, które weszło w życie 9 maja 1997. Herb przedstawiał orła złotego w błękitnym polu. Prawo używania herbu miały organy administracji publicznej w województwie katowickim, w tym wojewoda katowicki, sejmik samorządowy województwa katowickiego oraz samorządowe kolegium odwoławcze w Katowicach.